# Saivo (Gällivare socken, Lappland, 748620-171289)
Saivo är en sjö i Gällivare kommun i Lappland och ingår i Kalixälvens huvudavrinningsområde. Sjön har en area på 0,297 kvadratkilometer och ligger 444,1 meter över havet. Saivo ligger i Lina fjällurskog Natura 2000-område.

## Delavrinningsområde
Saivo ingår i det delavrinningsområde (748656-171031) som SMHI kallar för Mynnar i Akkajoki. Medelhöjden är 511 meter över havet och ytan är 45,26 kvadratkilometer. Det finns inga avrinningsområden uppströms utan avrinningsområdet är högsta punkten. Vattendraget som avvattnar avrinningsområdet har biflödesordning 3, vilket innebär att vattnet flödar genom totalt 3 vattendrag innan det når havet efter 297 kilometer. Avrinningsområdet består mestadels av skog (70 procent), sankmarker (11 procent) och kalfjäll (13 procent). Avrinningsområdet har 1,59 kvadratkilometer vattenytor vilket ger det en sjöprocent på 3,5 procent.

## Etymologi
Saivo kommer från det lulesamiska ordet sájvva som betyder "helig dubbelbottnad sjö utan tillopp".